# Cień do powiek

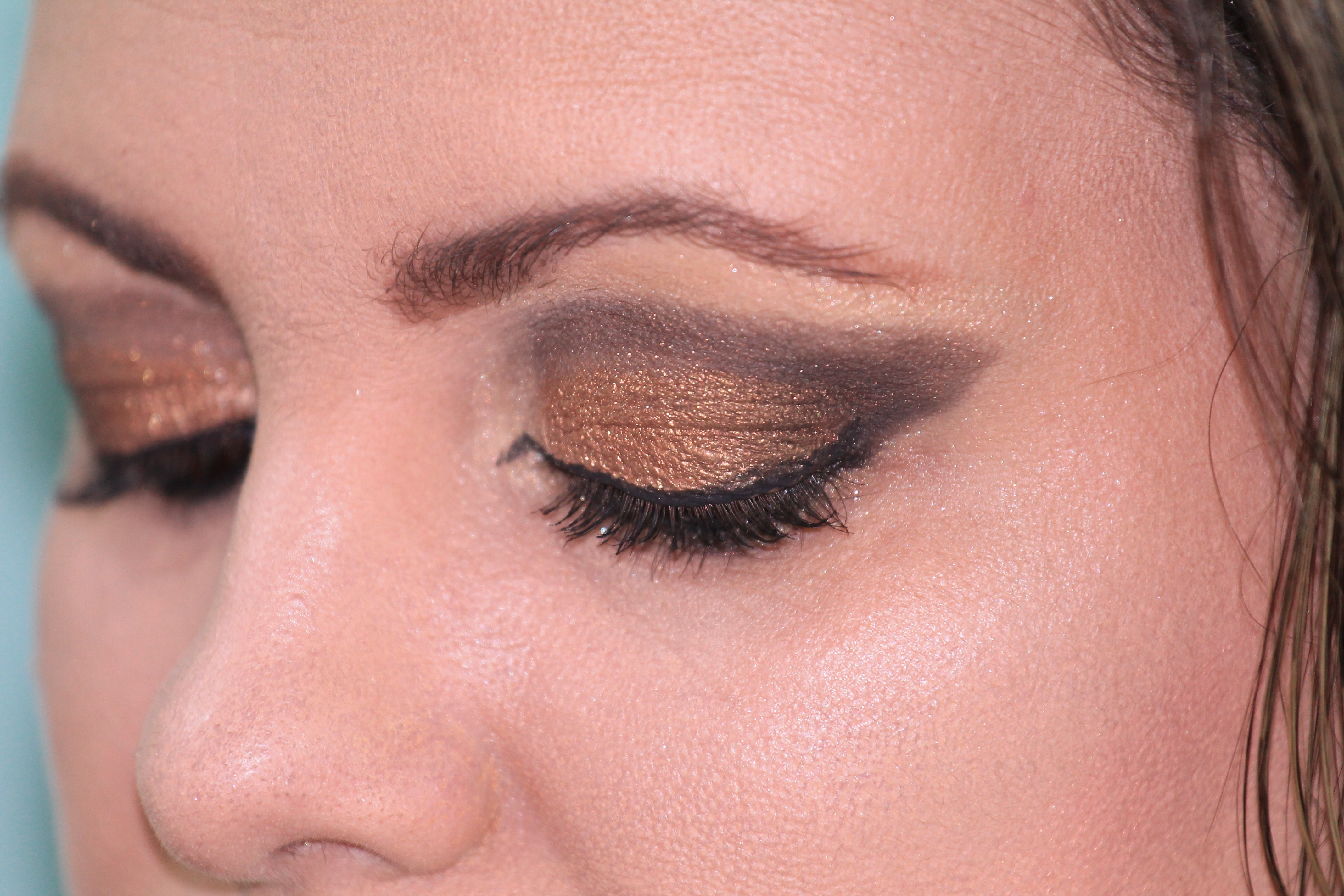
Makijaż oczu wykonany przy użyciu cieni do powiek

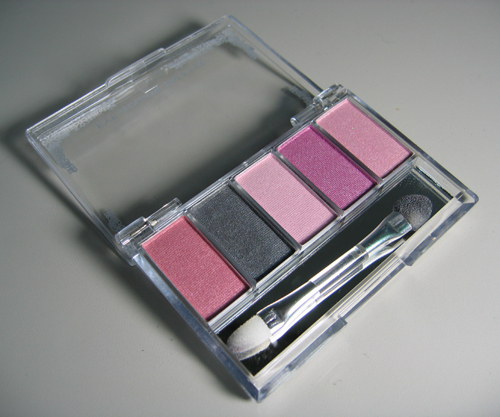
Cienie do powiek

Cień do powiek – kosmetyk nakładany na powieki. Jego głównymi składnikami są: talk, tlenek tytanu(IV), kaolin oraz mieszanina pigmentów, perły kosmetyczne (do cieni perłowych), a także substancje zapachowe.

## Rodzaje
Ze względu na konsystencję można wyróżnić:
- Cienie pudrowe prasowane.
- Cienie pudrowe sypkie – występują zazwyczaj w małych słoiczkach w formie miękkiego pyłku.
- Cienie kremowe – występują w pojemniczkach lub w sztyfcie, mają lekko tłustą konsystencję.[2]
- Cienie trwałe – należą do całej grupy kosmetyków trwałych. Są wodoodporne.

Można też wyróżnić cienie:
- opalizujące,
- brokatowe, perłowe,
- metaliczne,
- matowe.

Jasne, pastelowe kolory cieni do powiek optycznie powiększają oczy, ciemne – pomniejszają. Ogólna zasada mówi, iż używając więcej niż jednego cienia, najciemniejszy kolor powinno się nakładać wzdłuż linii rzęs lub po zewnętrznej stronie powieki, do wewnątrz zaś kolor jaśniejszy. Bardzo jasne cienie powinny być używane na całą powiekę przed nałożeniem ciemniejszych cieni, jako podkład pod nie i rozświetlacz.